# Willy Ketzer
Willy Ketzer (* 3. Februar 1951 in Bad Kreuznach) ist ein deutscher Jazz-Schlagzeuger und Bandleader.

## Leben
Ketzer studierte zunächst Volkswirtschaftslehre in Mainz, dann Musik an der Hochschule für Musik und Tanz Köln mit dem Hauptfach Schlagzeug.
Von 1977 bis 1980 war er auf USA- und Europatourneen mit Klaus Doldingers Passport, mit dem er mehrere Alben einspielte, unter anderem auch die (heutige Version der) Titelmelodie zur Fernsehserie Tatort. Bis zu seiner Zeit bei Paul Kuhn spielte Willy Ketzer des Öfteren in der Begleitband des türkischen Protestsängers Cem Karaca unter Leitung von Ralf Mähnhöfer in ganz Europa. Von 1980 bis 2004 gehörte er als Schlagzeuger zum Orchester Paul Kuhn, bis 2009 zum Paul Kuhn Trio. Darüber hinaus leitet er eigene Combos, Show-Orchester und eine nach ihm benannte Bigband, mit der er bei Deutschland sucht den Superstar auftrat und jedes Jahr die Veranstaltung „Immer wieder kölsche Lieder“ in der Lanxess Arena begleitet.
Weiterhin spielte er in den Orchestern von Kurt Edelhagen, Max Greger, Hugo Strasser sowie Günter Noris und nahm mit Harald Banter und mit Manfred Schoof (Power Station) auf.
Mehrfach tourte er mit Helge Schneider. In dessen Film 00 Schneider – Im Wendekreis der Eidechse (2013) war er in einer Nebenrolle zu sehen.

## Diskographische Hinweise
- Carnegie Society (mit Mathias Haus, 2006)
- Come Make a Little Step of Peace (mit Willy Ketzer Band und Ova Steel, 2010)[2]
- A Tribute to Ramsey Lewis (In + Out mit Martin Sasse, Jens Foltynowicz, Paul Shigihara, Tony Lakatos und Helge Schneider, 2011)

## Filmografie (Auswahl)
- 2012: Helge hat Zeit – Erste Ausgabe (Fernsehshow, Mitwirkung)
- 2013: 00 Schneider – Im Wendekreis der Eidechse (Spielfilm, Darsteller)
- 2015: Mülheim Texas – Helge Schneider hier und dort (Dokumentarfilm, Mitwirkung)